# Dictyna lhasana
Dictyna lhasana là một loài nhện trong họ Dictynidae.
Loài này thuộc chi Dictyna. Dictyna lhasana được Hsen Hsu Hu miêu tả năm 2001.